# 日本赤十字九州国際看護大学
日本赤十字九州国際看護大学（にっぽんせきじゅうじきゅうしゅうこくさいかんごだいがく、英語: The Japanese Red Cross Kyushu International College of Nursing.）は、福岡県宗像市アスティ一丁目1番地に本部を置く日本の私立大学。2001年創立、2001年大学設置。

## 概要
- 所在：福岡県宗像市アスティ一丁目1番地
- 学長：池松裕子
- 看護学部長：中村光江
- 看護学研究科長：姫野稔子

教育理念：教育理念は、赤十字の7つの基本原則、なかんずくその根本原理であるHumanity（人道）に基づき、国内外の幅広い領域で、看護を主体的かつ創造的に実践し、個々の人々そして集団としての人類の健康と福祉の向上に貢献するための能力を育むことである。

## 沿革
- 1999年（平成11年）9月 大学設置認可申請書を文部大臣に提出、受理。
- 2000年（平成12年）12月 文部大臣より、日本赤十字九州国際看護大学設置の認可。
- 2001年（平成13年）4月 日本赤十字九州国際看護大学、開学。
- 2006年（平成18年）11月 文部科学大臣から大学院設置の認可。
- 2007年（平成19年）5月 大韓赤十字看護大学と国際交流協定を締結。
- 2007年（平成19年）9月 檀国大学校と国際交流協定を締結。
- 2007年（平成19年）10月 コンケン大学と国際交流協定を締結。
- 2008年（平成20年）2月 タイ赤十字看護大学と国際交流協定を締結。
- 2010年（平成22年）開学10周年。
- 2010年（平成22年）救急看護認定看護師教育課程を開設。
- 2016年（平成28年）大学院看護学研究科共同看護学専攻博士課程　開設。
- 2017年（平成29年）大学院看護学研究科看護学専攻（ＣＮＳコース）開設。

## 教育および研究

### 組織

#### 学部
- 看護学部
  - 看護学科

#### 大学院
- 看護学研究科　看護学専攻
  - 修士課程
    - 保健コース（専攻領域；災害/国際協力，ヘルスプロモーション
    - 看護コース（専攻領域；生涯発達看護，広域看護，基盤看護）
    - CNSコース（専攻領域；クリティカルケア看護，在宅看護）
    - 助産教育コース（専攻領域；助産教育）

  - 博士課程
    - 共同看護学専攻

## 学生生活

### 学内奨学金
- 日本赤十字社看護師同方会奨学資金
- 日本赤十字九州国際看護大学奨学金（貸与奨学金）

### 関連施設奨学金（貸与）
- 日赤福岡県支部
- 日赤長崎県支部／日赤長崎県支部長推薦入試
- 日赤熊本県支部／日赤熊本県支部長推薦入試
- 日赤大分県支部
- 日赤宮崎県支部長推薦入試
- 日赤鹿児島県支部長推薦入試
- 日赤沖縄県支部長推薦入試
- 日赤山口県支部
- 日赤島根県支部
- 日赤兵庫県支部
- 日赤福島県支部

### 赤十字病院（奨学金）
- 日本赤十字社医療センター
- 福岡赤十字病院
- 今津赤十字病院
- 嘉麻赤十字病院
- 鹿児島赤十字病院
- 山口赤十字病院
- 松江赤十字病院
- 徳島赤十字病院
- 高松赤十字病院

- 京都第二赤十字病院
- 大津赤十字病院
- 長浜赤十字病院
- 静岡赤十字病院
- 山梨赤十字病院
- 横浜市立みなと赤十字病院
- 武蔵野赤十字病院
- 大森赤十字病院
- さいたま赤十字病院

## 大学関係者
歴代学長
- 田村やよひ
- 小松浩子
- 池松裕子

## 対外関係

### 他大学との協定
国際・学術交流等協定校
- ラ・ソース大学（スイス）
- アイルランガ大学（インドネシア）
- タイ赤十字看護大学
- ナムディン看護大学（ベトナム）